# Mennetou-sur-Cher
Mennetou-sur-Cher est une commune française située dans le département de Loir-et-Cher en région Centre-Val de Loire.

## Géographie

### Communes limitrophes

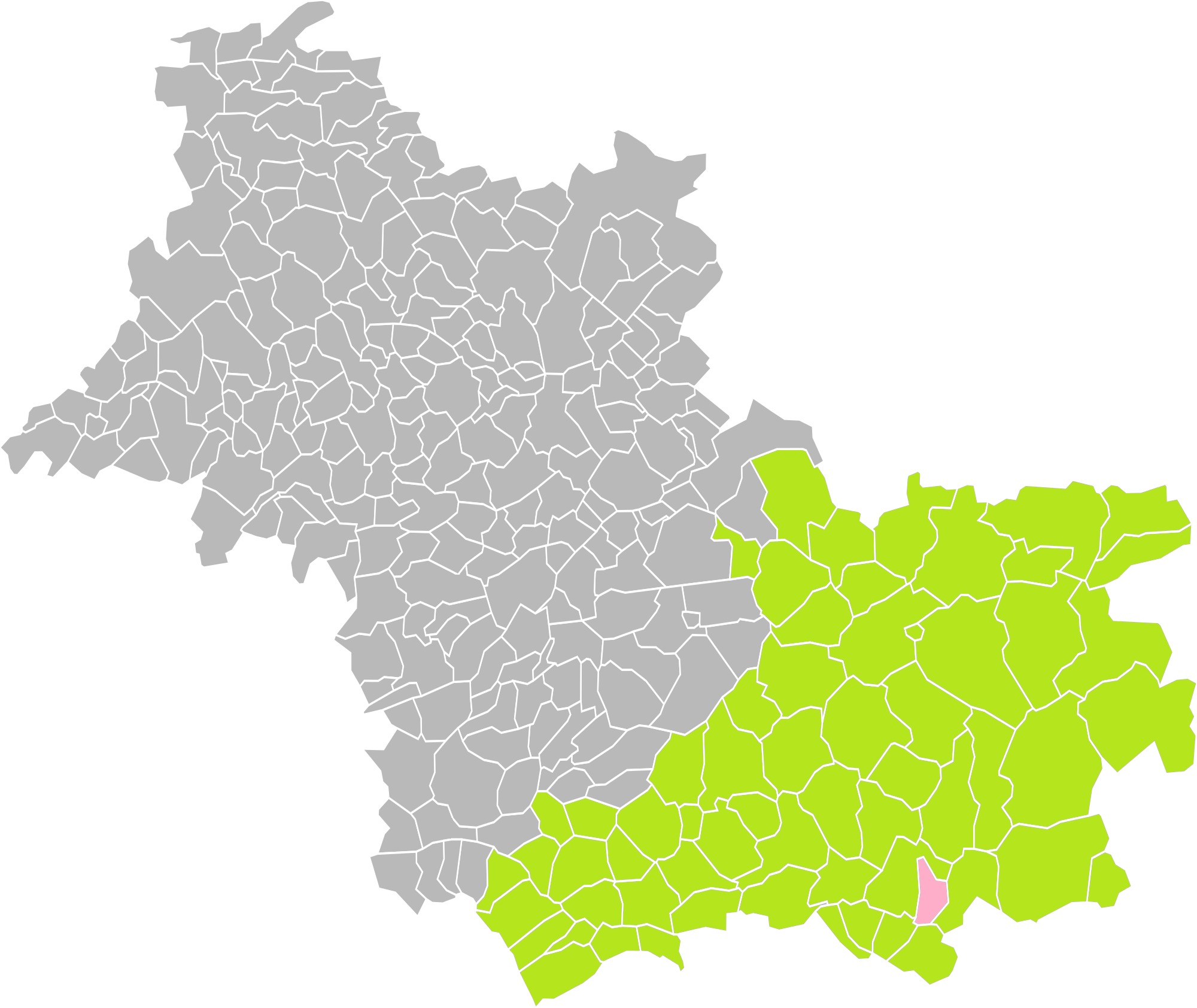
Localisation de la Commune de Mennetou-sur-Cher dans l'arrondissement de Romorantin-Lanthenay (Loir-et-Cher)

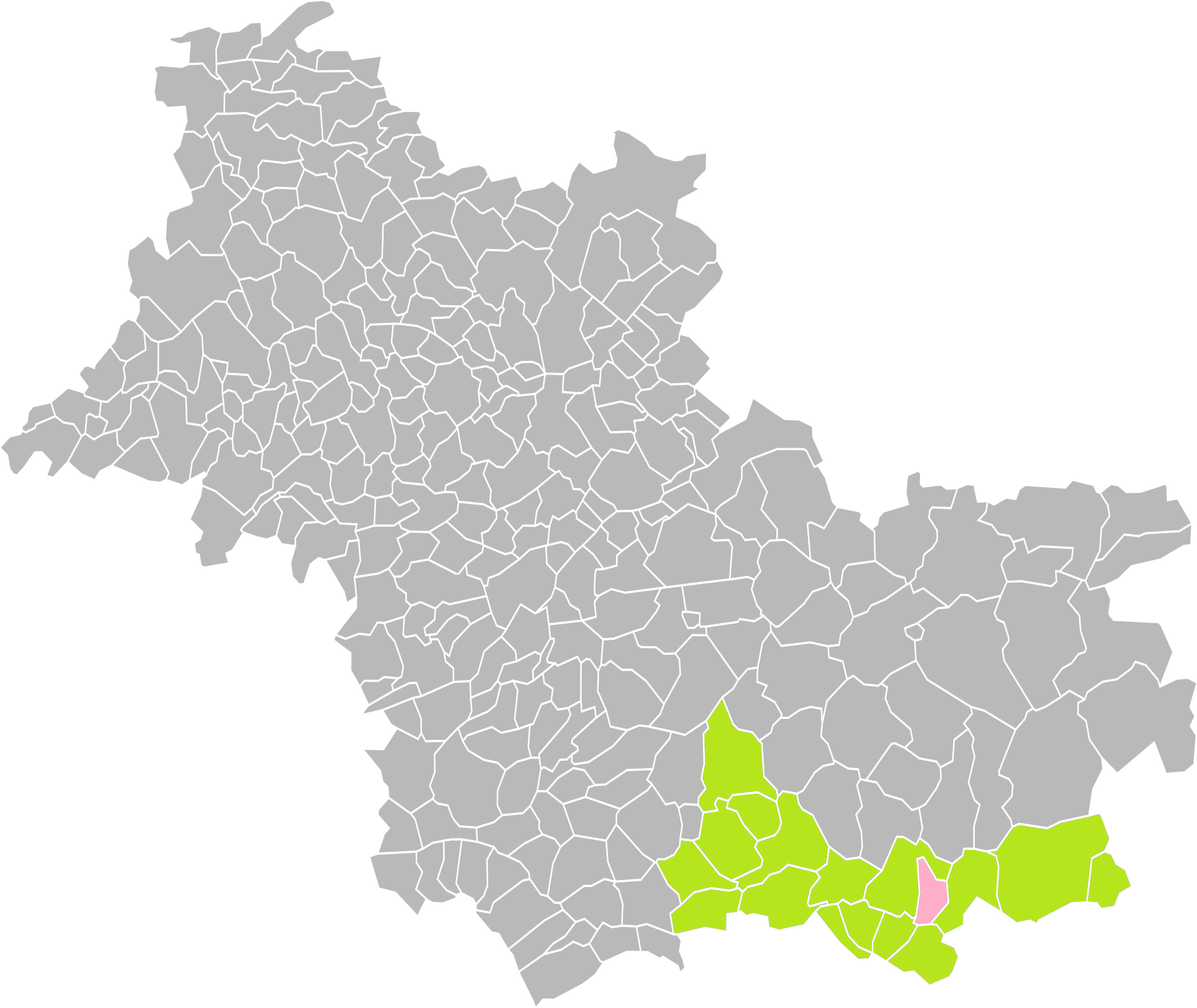
Localisation de la Commune de Mennetou-sur-Cher dans le canton de Selles-sur-Cher (Loir-et-Cher)

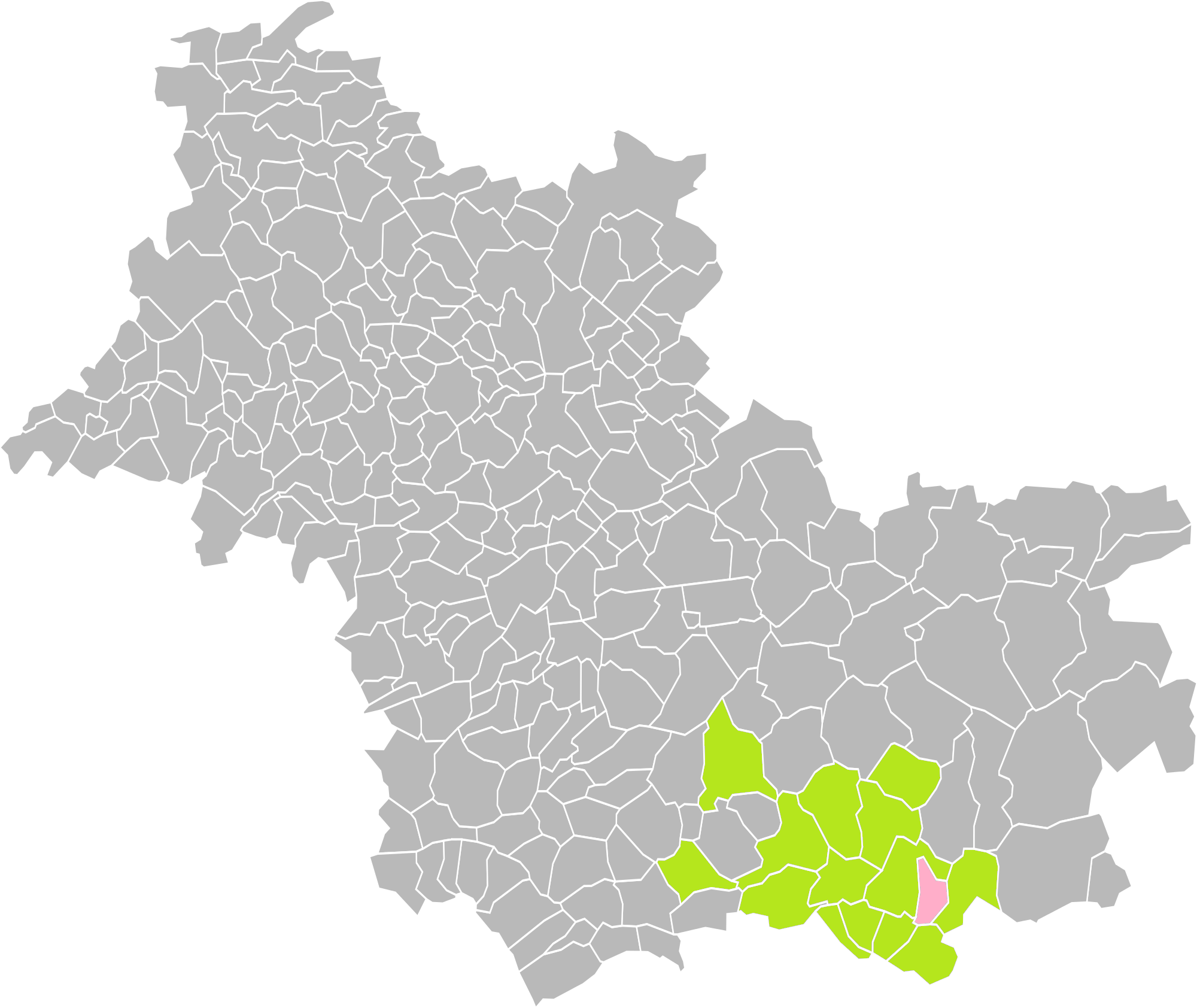
Localisation de la Commune de Mennetou-sur-Cher dans la Communauté de communes du Romorantinais et du Monestois (Loir-et-Cher)

Les communes limitrophes sont  Châtres-sur-Cher, Langon-sur-Cher, Maray et Saint-Loup.

### Hydrographie

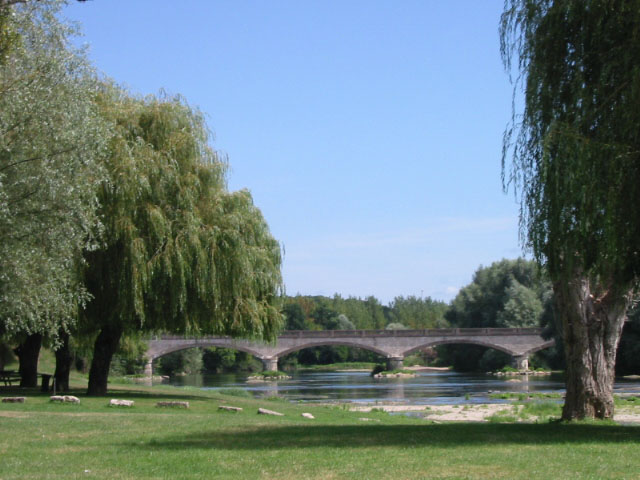
Pont du Cher.

Quatorzième cours d’eau français par sa longueur (367 km), le Cher peut être considéré comme une rivière du centre de la France. Il prend sa source à Mérinchal, dans le département de la Creuse, et traverse sept départements avant de se jeter dans la Loire à Villandry, à l’ouest de Tours.
On a l’habitude de scinder le Cher en trois parties :
- Le Haut Cher qui s’étend de sa source à Montluçon soit environ 70 km.
- Le Cher Moyen qui sépare Montluçon de Vierzon (150 km)
- Le Val du Cher, auquel Mennetou appartient, qui couvre le tronçon Vierzon - Villandry ou Bec-du-Cher.

Durant la préhistoire, le Cher a été à l’origine des premiers peuplements de la vallée du Cher, les premiers hommes de la région venant s'y approvisionner en poisson. À Mennetou la présence en sous-sol de silex taillés atteste de l’installation temporaire d'hommes préhistoriques sur les rives de la rivière.
Au IXe siècle Les Normands l’empruntèrent pour piller le premier monastère bénédictin de Mennetou et dévaster une grande partie de la vallée.
C’est au Moyen Âge que l’on commença à tirer profit de cette rivière capricieuse au lit incertain. À Mennetou, le Cher changera plusieurs fois de lit au cours des siècles.
Au XIIIe siècle, la décision de construire un ouvrage fortifié à Mennetou est motivée par la présence de l’eau. À l’époque, le lit du Cher avait élu domicile à l’emplacement actuel de la RD 976 et baignait ainsi le pied des remparts. Ses crues violentes et nombreuses auraient découragé les marins les plus vaillants. Ainsi Mennetou était protégé, au sud, des invasions maritimes.
Au Moyen Âge se développe le trafic maritime marchand. Le Cher est alors très fréquenté. Les bateaux remontaient chargés des vins des coteaux de la Loire, de sel, d’ardoises angevines… et redescendaient en échange des matériaux de construction et du bois. Les nombreuses pierres de tuffeau présentes dans les constructions monestoises empruntaient ce chemin.
Cette navigation soumise à la fantaisie des étiages de la rivière et à celle de ses crues était bien souvent irrégulière. Cette situation cantonnait bon nombre de mariniers au port. Chaque ville en possédait un, celui de Mennetou se situait à l’ouest de l’actuel terrain de camping.
En sus d’entretenir leur bateau, les mariniers intervenaient parfois dans la construction des maisons. Ainsi dans le Vieux Bourg de Mennetou, quelques habitations possèdent des charpentes de marine : coques de bateau renversée ou charpentes à trois pans représentant l’avant d’un bateau.
Les eaux du Cher servaient également à alimenter les moulins qui bordaient ses rives. Bien que leur établissement soit antérieur à celui de la navigation, une grande partie fut détruite sous François 1er afin d’assurer la bonne circulation des bateaux. Les Bénédictines de Mennetou possédaient un moulin au lieu-dit Brégeon, dont elles tiraient des redevances payées par les meuniers qui l’utilisaient. Lors de sa destruction au XVIe siècle, on leur promit des indemnités qu’elles ne touchèrent jamais.
Jusqu’au début du XIXe siècle, de nombreux travaux furent entrepris afin d’améliorer et de sécuriser la navigation. Aux XVIIe et XVIIIe siècles, le Cher devint une voie maritime importante en concourant au trafic international. De nombreux bateaux transportaient les produits de la toute nouvelle Compagnie des Indes qui via la Loire rejoignaient Nantes pour atteindre quelques semaines plus tard le sous-continent. La concurrence des voies routières et la disparition du métier de marinier mirent fin très rapidement au trafic maritime sur le Cher.
On exploita pendant un temps les ressources minérales du Cher : le sable et le gravier qui entraient dans la composition du ciment et de ses dérivés. À Mennetou, il n’était pas rare de voir dans les années 1950 un dragueur portant sa cargaison à l’usine Meunier, fabricant de parpaings, dans la commune.
Le Cher se trouva au fil du temps une autre vocation : les loisirs. Une base de voiles fut construite à Châtres, village voisin. À Mennetou, on construisit un plongeoir. Ses rives se sont dotées d’installation de loisirs : bal parquet, bar-restaurant, terrain de pétanque et jeux pour enfants. Ces installations sont connues sous le nom de « la Plage ».
À Mennetou, il n’y avait pas de lavoir au bord de la rivière. Les femmes allaient laver leur linge en n’importe quel endroit de la rive, généralement proche de leur habitation ou du lieu de travail de leurs époux. Ainsi on apprend que les bénédictines louaient les eaux près de leur moulin de Brégeon aux lavandières du village, un moyen de financer les activités de la communauté. Avant l’ouverture du canal de Berry, l’ensemble des lavandières monestoises se rendaient en un même lieu situé sur la rive droite du Cher, l’actuelle Plage. À partir de 1911, elles disposèrent au même endroit d’une maison où elles entreposaient leur matériel (banc, batte et selle) et où elles faisaient bouillir l’eau. Cette maison est aujourd’hui un bâtiment classé.
À partir de 1839, date d’ouverture du canal de Berry, certaines femmes utilisaient les eaux du canal, jugées plus claires, pour laver leur linge. On rencontre encore aujourd’hui sur le chemin de halage des pierres plates rectangulaires, certaines avec des marches descendant vers l’eau, où les lavandières s’affairaient à leur tâche quotidienne.
Le canal de Berry passe à Mennetou-sur-Cher depuis 1839. Trois ponts levants permettaient de franchir le canal. L’un au centre, face à la Porte d’en Bas, qui existe encore mais qui est fixe ; un second au lieu-dit Bréjeon, à la limite de la commune de Langon-sur-Cher ; et un troisième à Villecoifier à la limite de la commune de Châtres-sur-Cher. À Mennetou, il y avait également une écluse.

### Climat
Pour des articles plus généraux, voir Climat du Centre-Val de Loire et Climat de Loir-et-Cher.
En 2010, le climat de la commune est de type climat océanique dégradé des plaines du Centre et du Nord, selon une étude du CNRS s'appuyant sur une série de données couvrant la période 1971-2000. En 2020, Météo-France publie une typologie des climats de la France métropolitaine dans laquelle la commune est exposée à un climat océanique altéré et est dans la région climatique  Centre et contreforts nord du Massif Central, caractérisée par un air sec en été et un bon ensoleillement. 
Pour la période 1971-2000, la température annuelle moyenne est de 11,5 °C, avec une amplitude thermique annuelle de 15,5 °C. Le cumul annuel moyen de précipitations est de 693 mm, avec 11,1 jours de précipitations en janvier et 6,8 jours en juillet. Pour la période 1991-2020, la température moyenne annuelle observée sur la station météorologique de Météo-France la plus proche, sur la commune de Graçay à 14 km à vol d'oiseau, est de 12,1 °C et le cumul annuel moyen de précipitations est de 741,3 mm,. Pour l'avenir, les paramètres climatiques de la commune estimés pour 2050 selon différents scénarios d'émission de gaz à effet de serre sont consultables sur un site dédié publié par Météo-France en novembre 2022.

## Urbanisme

### Typologie
Au 1er janvier 2024, Mennetou-sur-Cher est catégorisée commune rurale à habitat dispersé, selon la nouvelle grille communale de densité à sept niveaux définie par l'Insee en 2022.
Elle est située hors unité urbaine. Par ailleurs la commune fait partie de l'aire d'attraction de Romorantin-Lanthenay, dont elle est une commune de la couronne,. Cette aire, qui regroupe 29 communes, est catégorisée dans les aires de moins de 50 000 habitants,.

## Toponymie
On enregistre Menestou au XIIIe siècle, Monesto en 1327

## Histoire

### De la fondation à la «chute» du roi
- Si vous ne connaissez pas le sujet, laissez ce bandeau (vous pouvez alors contacter les auteurs).
- Si vous supprimez le contenu mis en cause (vous pouvez préalablement contacter les auteurs),

argumentez précisément cette suppression dans la page de discussion
(un manque de référence n'est pas un argument ; une recherche réelle de référence doit avoir été effectuée, être formellement documentée).
Situé sur l'ancienne voie de Bourges à Tours, le site fut très certainement un endroit stratégique pour passer le Cher qui, à l'époque gallo-romaine, se trouvait à l'emplacement actuel du canal de Berry. C'est à la fin du VIe siècle que la fille de Clotaire Ier fonde le village en y établissant un monastère. Il semblait encore exister en 813 si l'on en croit l'état du Prieuré de Mennetou dressé au XVIIIe siècle. Les invasions normandes des IXe et Xe siècles seront fatales au monastère. Le nom de Mennetou vient de cette édification mérovingienne : Monastellum (petit monastère), Moneto, Monesto, Menetou puis Mennetou.
Inclus dans la province du Berry qui s'étendait au nord bien au-delà du Cher, Mennetou appartenait au Xe siècle à la maison de Vierzon, vassale du comte de Chartres et de Blois. L'inféodation de Humbault le Tortu (qui fonde La Ferté-Imbault) au comte de Blois et de Chartres fait passer Mennetou dans le giron de la Maison de Blois-Champagne.

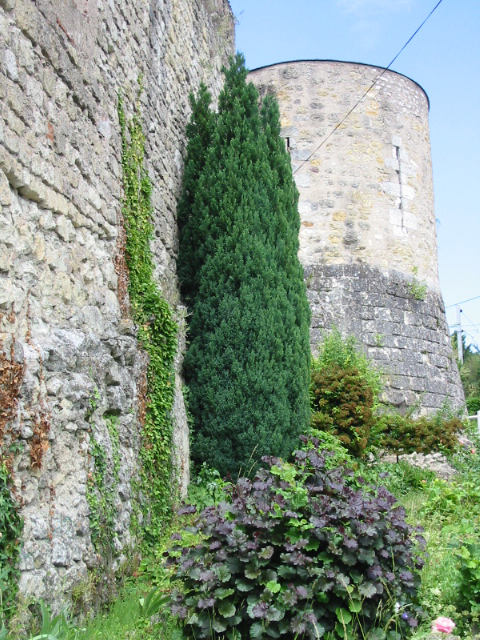
Tour ronde défensive XIIIe siècle.

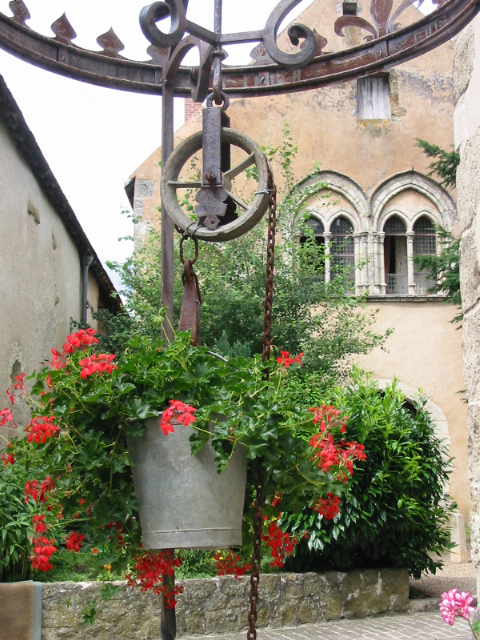
Grange aux Dîmes XIIIe siècle.

C'est en 1212 qu'Hervé II de Vierzon fait fortifier la ville pour parer les attaques anglaises menées par Jean sans Terre contre Philippe II Auguste. La modestie de l'ouvrage (350 m de long - 250 m de large) ne le rend pas moins efficace. Ce n'est qu'en 1356, en pleine Guerre de Cent ans, que Mennetou tombera dans les mains anglaises du Prince Noir. L'armée de Du Guesclin libérera la ville au cours de l'an 1370. Deux siècles plus tard, Claude de La Châtre de La Maisonfort tentera de prendre la ville, alors protestante, mais en vain.
| Nom                                                                | Date      | Remarque |
| ------------------------------------------------------------------ | --------- | --- |
| Geoffroy de Vierzon                                                | vers 1020 | |
| Arnoul 1er                                                         | 1025      | |
| Geoffroy 1er                                                       | 1095      | |
| Arnoul II                                                          | 1110      | |
| Geoffroy II                                                        | 1142      | |
| Hervé 1er                                                          | 1144      | |
| Guillaume 1er                                                      | 1192      | |
| Hervé II                                                           | 1197      | Mennetou, comme Vierzon, passe dans la mouvance féodale (suzeraineté) d'Issoudun (qui relève alors des Chauvigny-Châteauroux, et de plus en plus du roi Capétien à partir de Philippe Auguste en 1200, et définitivement avec Philippe III en 1271) |
| Henri Ier de Seuly                                                 | 1235      | |
| Guillaume II de Vierzon                                            | 1250      | |
| Hervé III                                                          | 1261      | |
| Geoffroy de Brabant                                                | 1284      | |
| Jean de Thouars                                                    | 1320      | |
| Godemar (II) de Linières                                           | 1381      | |
| Jean de Linières – évêque de Viviers                               | 1410      | |
| Douin de Vaudenay                                                  | 1451      | à l'origine de l'agrandissement du château et de la restauration des remparts |
| Claude de Vaudenay                                                 | 1459      | |
| Louis, duc d’Orléans                                               | 1472      | |
| Louis Le Loup                                                      | 1515      | |
| Robert Le Loup                                                     | 1520      | |
| Robert le Loup 2e du nom                                           | 1540      | |
| Christophe Le Loup                                                 | 1560      | |
| Blain Le Loup, sire de Bellenaves                                  | 1594      | |
| André Popillon du Ryau                                             | 1600      | |
| François de Cugnac                                                 | 1622      | |
| Edme de la Châtre de Nançay                                        | 1632      | |
| Louis de la Châtre-Nançay                                          | 1645      | |
| Henri Ier de Senneterre                                            | av. 1662  | |
| Henri II - duc de la Ferté                                         | 1662      | |
| Henri-François – duc de la Ferté                                   | 1681      | |
| Marie-Angélique de la Motte-Houdancourt (duchesse de la Ferté)     | 1703      | |
| Françoise de Senneterre, Marquise de la Ferté, puis de Boudreville | 1726      | |
| Louis-Philippe, marquis de la Ferté                                | 1746      | |

#### Le prieuré
Fondé au XIIIe siècle et placé sous la tutelle de l'abbaye bénédictine de Beaumont-lès-Tours, le prieuré de Mennetou fut largement doté au cours des siècles pour atteindre son apogée au XVIIe siècle Composé des appartements du prieuré (restes actuels), de dortoirs, salles de travail et réfectoire, le corps du logis s'étirait au sud sur environ 25 mètres pour venir buter contre le château (emplacement actuel de l'Auberge de la Tour). Adossé à la muraille, les 16 petites chambres des bénédictines n'avaient de vue que sur l'intérieur de la ville. Devant le renouveau religieux du XVIIe siècle, nos bénédictines se trouvèrent rapidement à l'étroit, des travaux d'agrandissement du dortoir et de restauration de diverses salles sont réalisés au printemps 1663. En 1686, les bénédictines deviennent propriétaires du château, le couvent s'étend ainsi de la tour du Prieuré à la porte d'en bas, leur domaine représente alors le quart de la ville englobant l'église dont la petite nef au sud sert de chapelle aux religieuses.
Le descriptif de la propriété lors de sa vente en bien national (1791) indique un état de délabrement avancé, preuve s'il en était de la pauvreté effective du couvent en ce XVIIIe siècle finissant.

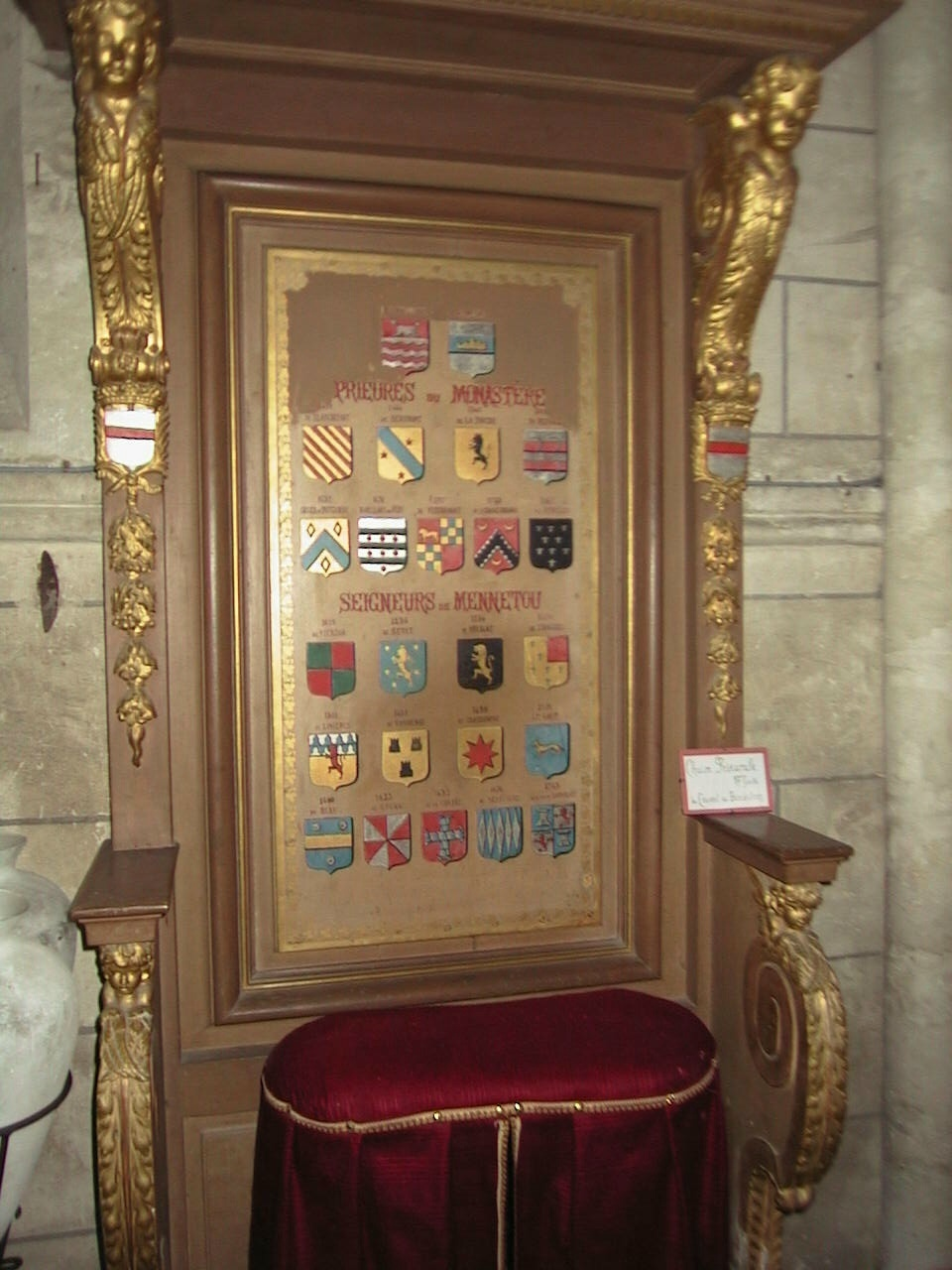
Chaise prieurale.

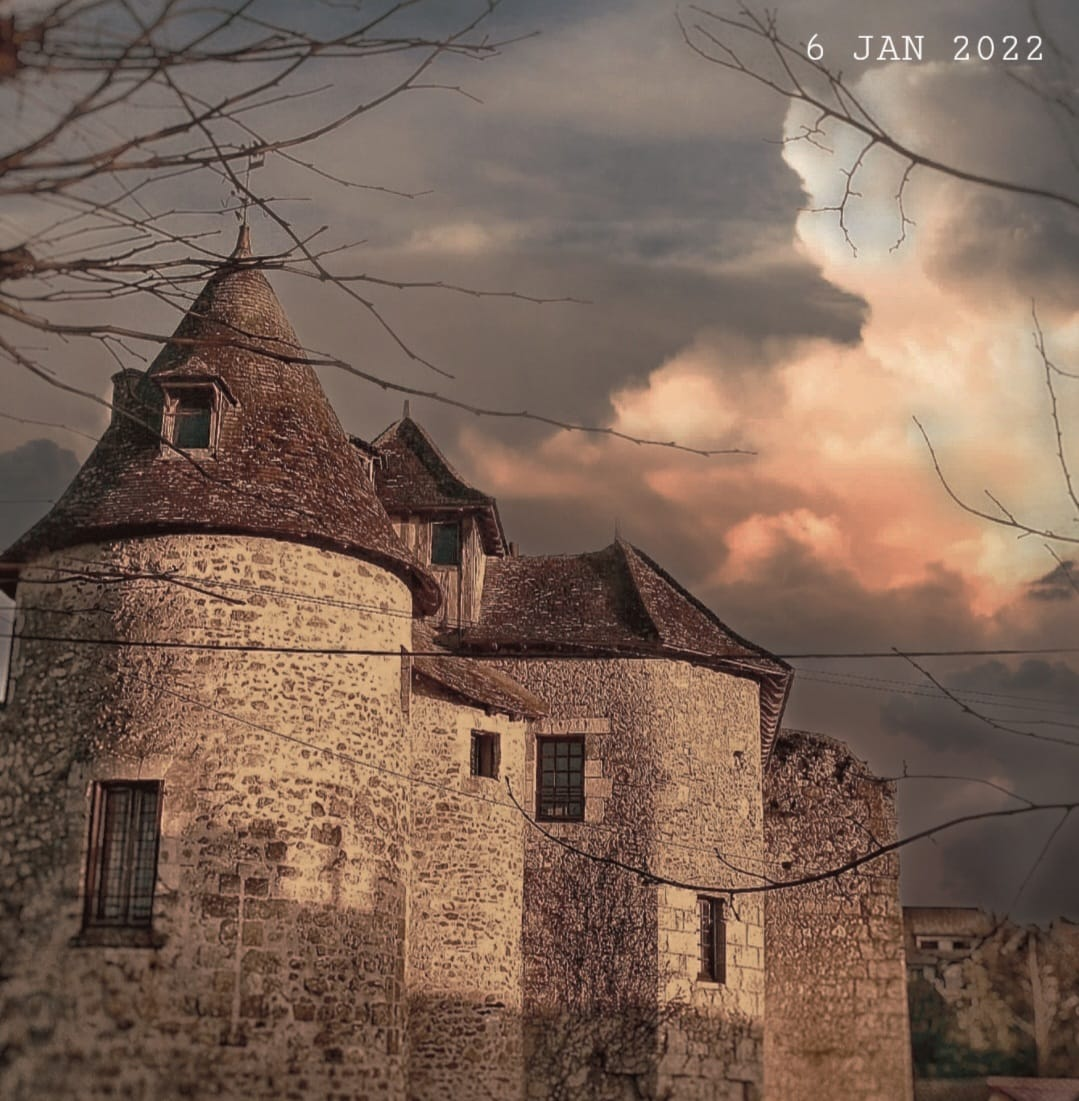
Prieuré bénédictin XIIIe siècle.

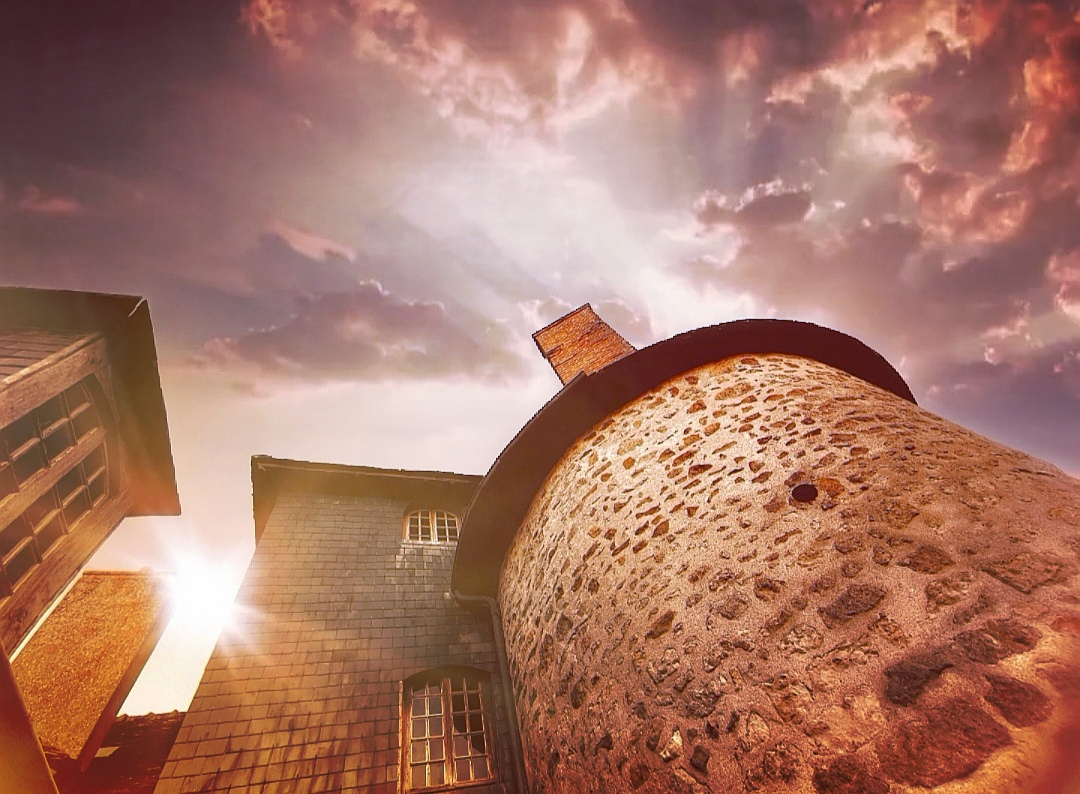
Prieuré médiéval de Mennetou sur Cher

| Nom                            | Date      |
| ------------------------------ | --------- |
| Denise                         | 1213-1226 |
| Jacqueline                     | 1270      |
| Sanche                         | 1271      |
| Projete de Blanchefort         | 1410      |
| Marie de Beaumont              | 1464      |
| Jeanne le Roux                 | 1490      |
| Jeanne de la Touche            | 1540      |
| Olive Davot                    | 1564      |
| Renée de Refuge                | 1601      |
| Gabrielle Gillier de Puygareau | 1632      |
| Angélique d’Orléans de */ Rère | 1676      |
| Renée de Verthamont            | 1717      |
| De la Grange Trianon           | 1733      |
| Françoise le Gras              | 1746      |
| Marie des Avenelles            | */ 1767   |
| Marie Anne Thiballier          | 1775      |

### La Révolution
À la veille de la Révolution, Mennetou dépendait de la généralité d'Orléans, de l’élection de Romorantin et de l'archidiocèse de Bourges. Henry François Thibault de la Carte, comte de La Ferté-Senneterre, colonel du régiment du Perche Infanterie, baron de Doulcet et Cigognaux en Berry veillait à la sécurité de ses 645 sujets et de ses quelque 4 570 hectares de terre monestoise.
Trop éloigné de Paris, Mennetou n’eut pas à souffrir des violences et pillages révolutionnaires. Il y fut toutefois rédigé des cahiers de doléances.
L’Assemblée, composée de 51 membres, chargée de rédiger les cahiers de doléances, se réunit le 1er mars 1789 sous la présidence de Gabriel-Guillaume Brinet, procureur fiscal de la justice et châtellerie de Mennetou.

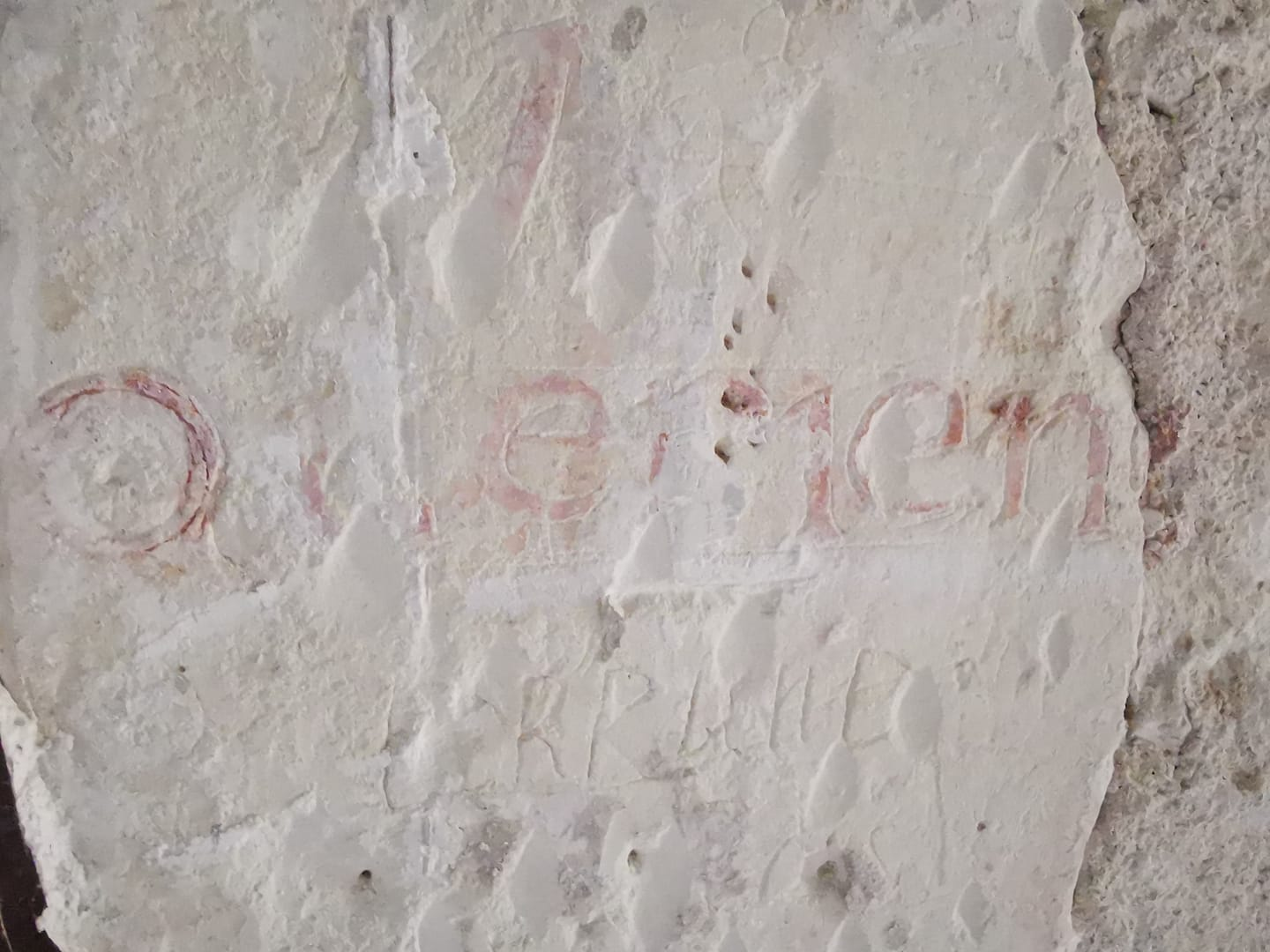
Gravure révolutionnaire du prieuré

On y dénoncera une trop forte imposition : « Nous exposons dans la plus grande vérité qu’il n’est aucune ville, bourg ni village de France plus accablé en toutes impositions… » On y revendiquera une égalité territoriale devant l’impôt : « … pour mettre tous les individus dans le cas de payer au souverain par égalité et sans distinction et comme tous les sujets l’imposition, il faudrait d’abord jeter les yeux sur toutes les différentes provinces… » Et une inégalité individuelle : « Nous déclarons ne pouvoir voir d’un œil tranquille les exemptions pécuniaires accordées à l’état ecclésiastique… » « La Noblesse se trouve de même à notre grand préjudice favorisée par le seul fait du hasard, puisqu’en donnant l’existence à un être dans cet Ordre, il lui procure l’exemption d’impositions. » Et de conclure : « Ne sont-ils pas cependant, et ces nobles de par finance ainsi que les ecclésiastiques, nos frères comme tous enfants du premier des hommes, et ne sont-ils pas aussi sujets comme nous de notre Roi ? » Enfin on y prônera une réforme de la justice : « Que l’administration de la justice soit simplifiée, plus prompte et moins dispendieuse ; à cet effet, abréger les délais de la procédure ainsi que sa forme… »
Les extraits des cahiers de doléances dénotent la volonté du peuple de participer à la gestion de l’État et de prendre en main son propre destin.

### Au fil des guerres

#### 1870-1871
En 1870, la France déclare la guerre à l’Allemagne alors que cette dernière avait des forces une fois supérieures aux siennes. Après le désastre de Sedan puis la défaite des armées de la Loire, la capitulation de Paris mit fin aux hostilités, mais la France dut subir l’occupation des armées ennemies pendant deux ans. Mennetou n’a pas dû souffrir beaucoup de cette occupation car sur les comptes rendus des réunions du conseil municipal de cette époque, nous n’en trouvons trace, pas plus que de réquisitions de céréales ou de denrées alimentaires. Seule la réunion du conseil municipal du 15 janvier 1871 fait allusion à la guerre. En voici le texte :

« Monsieur le Président a exposé que la commune a des dépenses à payer faites par la Garde nationale pour acquisition de clairons et de caisses, pour l’éclairage et le chauffage du corps de garde, pour frais d’imprimés.
Que chaque jour il passe des militaires prisonniers évadés qu’il faut nourrir et loger.
Qu’il y a beaucoup de malheureux sans ouvrage et qu’il y a urgence de venir à leur secours.
Qu’en conséquence il propose au conseil de porter une somme de six cents francs pour payer les dites dépenses.
Le Conseil après en avoir délibéré
Considérant que la commune a des dépenses à payer pour la garde nationale sédentaire, pour les militaires passagers et qu’il y a lieu de subvenir aux besoins des indigents.
Vote à l’unanimité une somme de six cents francs prise sur les fonds libres pour payer les dites dépenses.
Les dépenses seront payées par le receveur municipal sur seule production de mémoires des fournisseurs et sans qu’il soit nécessaire de présenter aucun marché.
Fait et délibéré à la mairie de Mennetou, le jour, mois et an que dessus.
Et après lecture faite les membres présents ont signé »

#### 1914-1918
Mennetou, comme tout le pays, privé de ses forces vives du fait de la mobilisation eut à faire face à des problèmes de main-d’œuvre, notamment dans le domaine agricole. Les femmes devaient assurer la bonne marche des exploitations, aidées par les enfants et les hommes non mobilisables. Trente-quatre enfants de Mennetou laissèrent leur vie dans la Première Guerre mondiale.

#### L’accueil des Espagnols de la Retirada
Entre le 29 janvier 1939 et le 8 février, plus de 3 100 réfugiés espagnols fuyant l'effondrement de la république espagnole devant Franco, arrivent en Loir-et-Cher. Devant l'insuffisance des structures d'accueil (les haras de Selles-sur-Cher sont notamment utilisés), 47 villages sont mis à contribution, dont Mennetou-sur-Cher. Les réfugiés, essentiellement des femmes et des enfants, sont soumis à une quarantaine stricte, vaccinés, le courrier est limité, le ravitaillement, s'il est peu varié et cuisiné à la française, est cependant assuré. Au printemps et à l'été, les réfugiés sont regroupés à Bois-Brûlé (commune de Boisseau).

#### 1939-1945

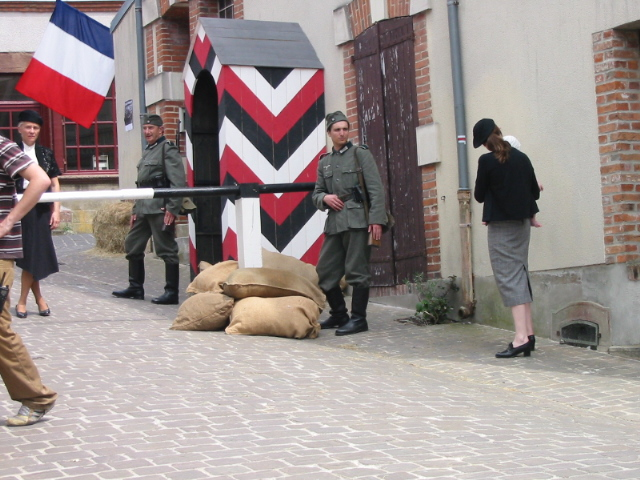
La Cicatrice : Les passeurs sur la ligne de démarcation.

Pendant la Seconde Guerre mondiale, Mennetou-sur-Cher se trouve sur la ligne de démarcation.
En 1960 sort le film Fortunat, d'Alex Joffé, avec Bourvil, Michèle Morgan et Gaby Morlay, dont l'histoire se passe en partie à Mennetou : Bourvil y tient le rôle d'un passeur qui, en l'accompagnant à Toulouse, ville en zone libre, sauve une famille en faisant semblant d'être le mari de l'épouse d'un résistant arrêté. Également, le film La Cicatrice : Les passeurs sur la ligne de démarcation, réalisé par Dominique Adt, coproduit par TGA, France Télévisions & TV Tours et tourné en partie à Mennetou-sur-Cher en avril 2010, aborde un aspect de la Deuxième Guerre mondiale qui n’est traité que de manière marginale : l'attitude des passeurs qui n'étaient pas tous animés de bons sentiments et dont certains, à cause de l’appât du gain, augmentaient fortement le prix du passage pour les Juifs ou les livraient aux Allemands. Ce film essaye ainsi de rendre compte de toute la diversité des passeurs s'affairant de part et d'autre de la ligne de démarcation[non neutre].

## Politique et administration
| Période   | Période       | Identité                     | Étiquette                 | Qualité                                                                  |
| --------- | ------------- | ---------------------------- | ------------------------- | ------------------------------------------------------------------------ |
| 1800      | 1811          | Jean-Pierre Pinault          |                           | [ 24 ]                                                                   |
| 1811      | 1815          | Bernard Perault              |                           | [ 25 ]                                                                   |
| 1816      | 1816          | Louis Maquaire               |                           |                                                                          |
| 1832      | 1834          | Etienne Soupiron             |                           |                                                                          |
| 1834      | 1846          | Louis Maquaire               |                           |                                                                          |
| 1846      | 1868          | Pierre François Louis Deniau |                           |                                                                          |
| 1868      | 1881          | Garneau                      |                           | Notaire                                                                  |
| 1881      | 1888          | Jacques Bataille             |                           |                                                                          |
| 1888      | 1904          | Eugène Girault               |                           |                                                                          |
| 1904      | 1912          | Octave Piat                  |                           |                                                                          |
| ...       | ...           | ...                          |                           |                                                                          |
| 1940      |               | Georges Maurette             | officier d'administration |                                                                          |
| mai 1945  | Décembre 1945 | Lucien Benjamin Breitman     |                           |                                                                          |
|           |               | Jean Bourelier               |                           |                                                                          |
|           |               | Gérard Ruffin                |                           |                                                                          |
| ...       | ...           | ...                          |                           |                                                                          |
| 1971      | 1977          | Camille Gaugry               |                           |                                                                          |
| 1977      | 1989          | Geneviève Clouzard           |                           |                                                                          |
| mars 2001 | mars 2008     | Jean-Paul Valentini          |                           | Médecin                                                                  |
| mars 2008 | En cours      | Christophe Thorin,           | DVC                       | Professeur, profession scientifique Conseiller départemental depuis 2021 |

## Population et société

### Démographie

#### Évolution démographique
L'évolution du nombre d'habitants est connue à travers les recensements de la population effectués dans la commune depuis 1793. Pour les communes de moins de 10 000 habitants, une enquête de recensement portant sur toute la population est réalisée tous les cinq ans, les populations de référence des années intermédiaires étant quant à elles estimées par interpolation ou extrapolation. Pour la commune, le premier recensement exhaustif entrant dans le cadre du nouveau dispositif a été réalisé en 2008.

En 2022, la commune comptait 846 habitants, en évolution de −5,26 % par rapport à 2016 (Loir-et-Cher : −1,15 %, France hors Mayotte : +2,11 %).
| 1793 | 1800 | 1806 | 1821 | 1831 | 1836 | 1841 | 1846 | 1851 |
| ---- | ---- | ---- | ---- | ---- | ---- | ---- | ---- | ---- |
| 797  | 802  | 751  | 816  | 885  | 920  | 858  | 932  | 947  |

| 1856 | 1861 | 1866 | 1872  | 1876  | 1881  | 1886  | 1891  | 1896  |
| ---- | ---- | ---- | ----- | ----- | ----- | ----- | ----- | ----- |
| 903  | 926  | 990  | 1 066 | 1 066 | 1 012 | 1 011 | 1 060 | 1 081 |

| 1901  | 1906  | 1911  | 1921 | 1926 | 1931 | 1936 | 1946 | 1954 |
| ----- | ----- | ----- | ---- | ---- | ---- | ---- | ---- | ---- |
| 1 057 | 1 156 | 1 079 | 922  | 950  | 942  | 904  | 880  | 908  |

| 1962 | 1968 | 1975 | 1982 | 1990 | 1999 | 2006 | 2008 | 2013 |
| ---- | ---- | ---- | ---- | ---- | ---- | ---- | ---- | ---- |
| 950  | 967  | 984  | 900  | 827  | 903  | 880  | 874  | 886  |

| 2018 | 2022 | - | - | - | - | - | - | - |
| ---- | ---- | - | - | - | - | - | - | - |
| 876  | 846  | - | - | - | - | - | - | - |

#### Pyramide des âges
La population de la commune est relativement âgée.
En 2018, le taux de personnes d'un âge inférieur à 30 ans s'élève à 27,9 %, soit en dessous de la moyenne départementale (31,3 %). À l'inverse, le taux de personnes d'âge supérieur à 60 ans est de 38,1 % la même année, alors qu'il est de 31,6 % au niveau départemental.
En 2018, la commune comptait 419 hommes pour 457 femmes, soit un taux de 52,17 % de femmes, légèrement supérieur au taux départemental (51,45 %).
Les pyramides des âges de la commune et du département s'établissent comme suit.
| Hommes | Classe d’âge | Femmes |
| ------ | ------------ | ------ |
| 0,7    | 90 ou +      | 3,5    |
| 10,0   | 75-89 ans    | 12,9   |
| 25,1   | 60-74 ans    | 23,9   |
| 20,5   | 45-59 ans    | 17,9   |
| 14,1   | 30-44 ans    | 15,5   |
| 13,1   | 15-29 ans    | 12,5   |
| 16,5   | 0-14 ans     | 13,8   |

| Hommes | Classe d’âge | Femmes |
| ------ | ------------ | ------ |
| 1,1    | 90 ou +      | 2,6    |
| 9,2    | 75-89 ans    | 11,9   |
| 19,7   | 60-74 ans    | 20,4   |
| 20,7   | 45-59 ans    | 20     |
| 16,5   | 30-44 ans    | 16,2   |
| 15,2   | 15-29 ans    | 13,2   |
| 17,6   | 0-14 ans     | 15,7   |

### Manifestations culturelles et festivités
Les fêtes médiévales se tiennent tous les deux ans (années impaires), le week-end suivant le 14 juillet.
La foire aux andouillettes et aux petits élevages de Mennetou-sur-Cher, a lieu le premier week-end de mai depuis 1972.

## Culture locale et patrimoine

### Lieux et monuments

#### Voies
| 78 odonymes recensés à Mennetou-sur-Cher au 23 février 2014 | 78 odonymes recensés à Mennetou-sur-Cher au 23 février 2014 | 78 odonymes recensés à Mennetou-sur-Cher au 23 février 2014 | 78 odonymes recensés à Mennetou-sur-Cher au 23 février 2014 | 78 odonymes recensés à Mennetou-sur-Cher au 23 février 2014 | 78 odonymes recensés à Mennetou-sur-Cher au 23 février 2014 | 78 odonymes recensés à Mennetou-sur-Cher au 23 février 2014 | 78 odonymes recensés à Mennetou-sur-Cher au 23 février 2014 | 78 odonymes recensés à Mennetou-sur-Cher au 23 février 2014 | 78 odonymes recensés à Mennetou-sur-Cher au 23 février 2014 | 78 odonymes recensés à Mennetou-sur-Cher au 23 février 2014 | 78 odonymes recensés à Mennetou-sur-Cher au 23 février 2014 | 78 odonymes recensés à Mennetou-sur-Cher au 23 février 2014 | 78 odonymes recensés à Mennetou-sur-Cher au 23 février 2014 | 78 odonymes recensés à Mennetou-sur-Cher au 23 février 2014 | 78 odonymes recensés à Mennetou-sur-Cher au 23 février 2014 |
| Allée                                                       | Avenue                                                      | Bld                                                         | Chemin                                                      | Clos                                                        | Impasse                                                     | Montée                                                      | Passage                                                     | Place                                                       | Pont                                                        | Route                                                       | Rue                                                         | Ruelle                                                      | Voie                                                        | Autres                                                      | Total                                                       |
| ----------------------------------------------------------- | ----------------------------------------------------------- | ----------------------------------------------------------- | ----------------------------------------------------------- | ----------------------------------------------------------- | ----------------------------------------------------------- | ----------------------------------------------------------- | ----------------------------------------------------------- | ----------------------------------------------------------- | ----------------------------------------------------------- | ----------------------------------------------------------- | ----------------------------------------------------------- | ----------------------------------------------------------- | ----------------------------------------------------------- | ----------------------------------------------------------- | ----------------------------------------------------------- |
| 6                                                           | 0                                                           | 0                                                           | 0                                                           | 0                                                           | 0                                                           | 0                                                           | 0                                                           | 6                                                           | 0                                                           | 2                                                           | 36                                                          | 0                                                           | 0                                                           | 28                                                          | 78                                                          |
| Notes « N »                                                 | Notes « N »                                                 | 1. 2. 3.                                                    | 1. 2. 3.                                                    | 1. 2. 3.                                                    | 1. 2. 3.                                                    | 1. 2. 3.                                                    | 1. 2. 3.                                                    | 1. 2. 3.                                                    | 1. 2. 3.                                                    | 1. 2. 3.                                                    | 1. 2. 3.                                                    | 1. 2. 3.                                                    | 1. 2. 3.                                                    | 1. 2. 3.                                                    | 1. 2. 3.                                                    |
| Sources : rue-ville.info & perche-gouet.net & OpenStreetMap |                                                             |                                                             |                                                             |                                                             |                                                             |                                                             |                                                             |                                                             |                                                             |                                                             |                                                             |                                                             |                                                             |                                                             |                                                             |

#### La cité médiévale

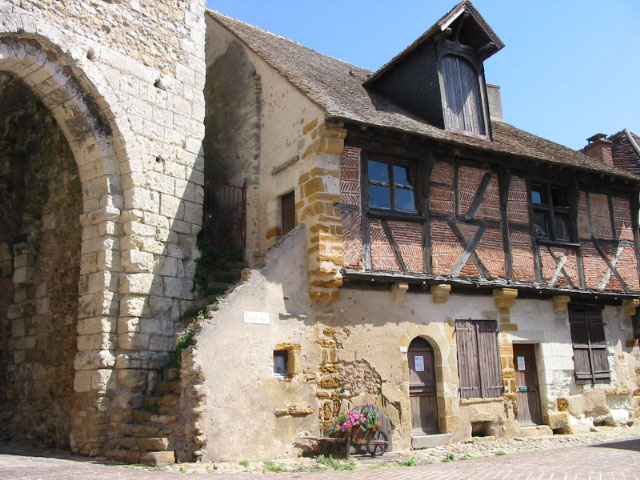
Maison en pans de bois du XVIe siècle.

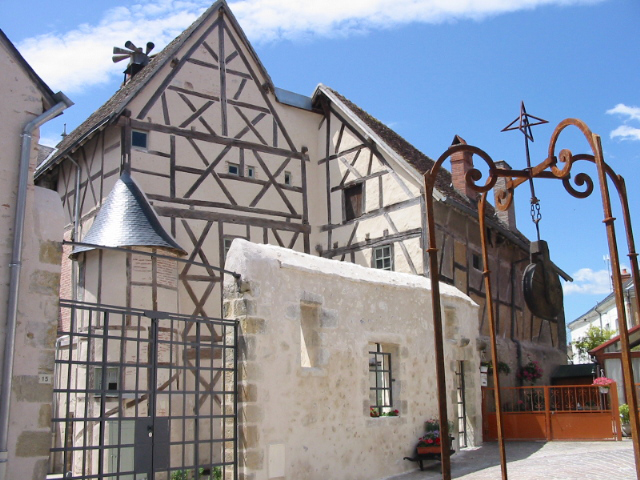
Maison à colombages du XVe siècle.

L'enceinte médiévale a été érigée au début du XIIIe siècle sous le règne de Philippe II et sous la seigneurie d'Hervé II de Vierzon. De cette époque, le village conserve trois portes d'entrée de plan carré, trois tours rondes défensives ainsi que des fragments du mur d'enceinte. Ces fortifications sont classées Monuments historiques. Des bénévoles de l'association Chantiers Histoire et Architecture Médiévales ont participé à leur restauration entre 2011 et 2019. 
Les rues et ruelles du village, aux noms évocateurs (rue des Trois-Rois, d'Enfer et de Paradis, etc.) sont bordées de maisons des XVe et XVIe siècles, dont certaines inscrites aux monuments historiques (maison François-Ier). Le village possède encore sa grange aux dîmes de style gothique angevin du XIIIe siècle ainsi qu'une partie du prieuré bénédictin implanté en 1206.

#### L'église Saint-Urbain

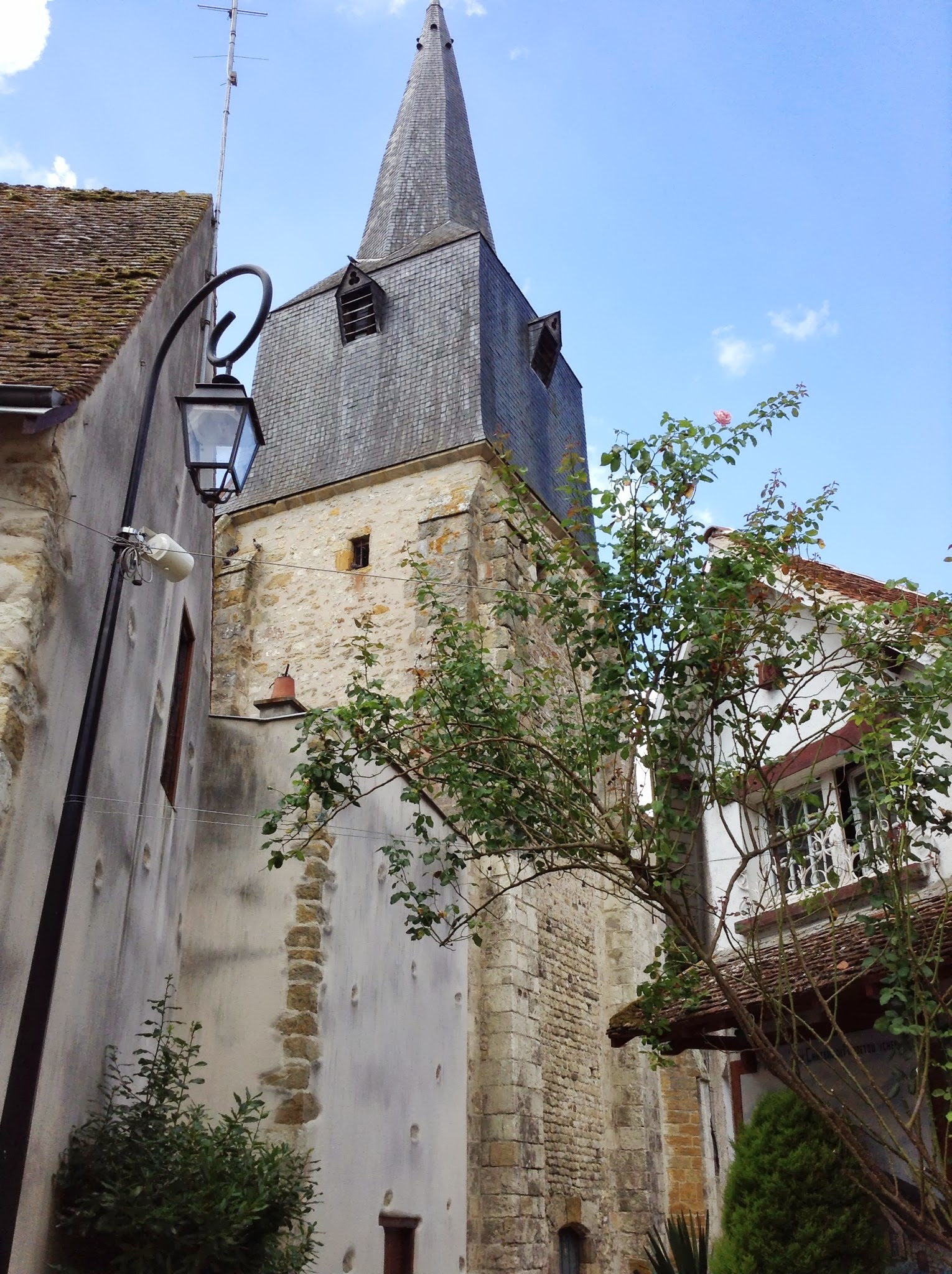
Église Saint-Urbain, Mennetou-sur-Cher.

L'église Saint-Urbain de Mennetou-sur-Cher est classée aux Monuments historiques depuis 1920.

### Spécialité gastronomique
L’andouillette est revendiquée par Mennetou-sur-Cher comme une spécialité locale : une « Foire aux andouillettes et aux petits élevages » y est organisée depuis près d'un demi-siècle par des bénévoles et l'office de tourisme. Un artisan charcutier y fabrique, près d'une porte fortifiée, des andouillettes "tirées à la ficelle" pour lesquelles il a reçu le diplôme de l'Association amicale des amateurs d'andouillette authentique. Le produit, du type andouillette de Troyes (entièrement porc), comme dans le Nivernais, en Touraine et en Anjou, est élaboré avec des boyaux préparés à Onzain, près de Blois.

### Personnalités liées à la commune

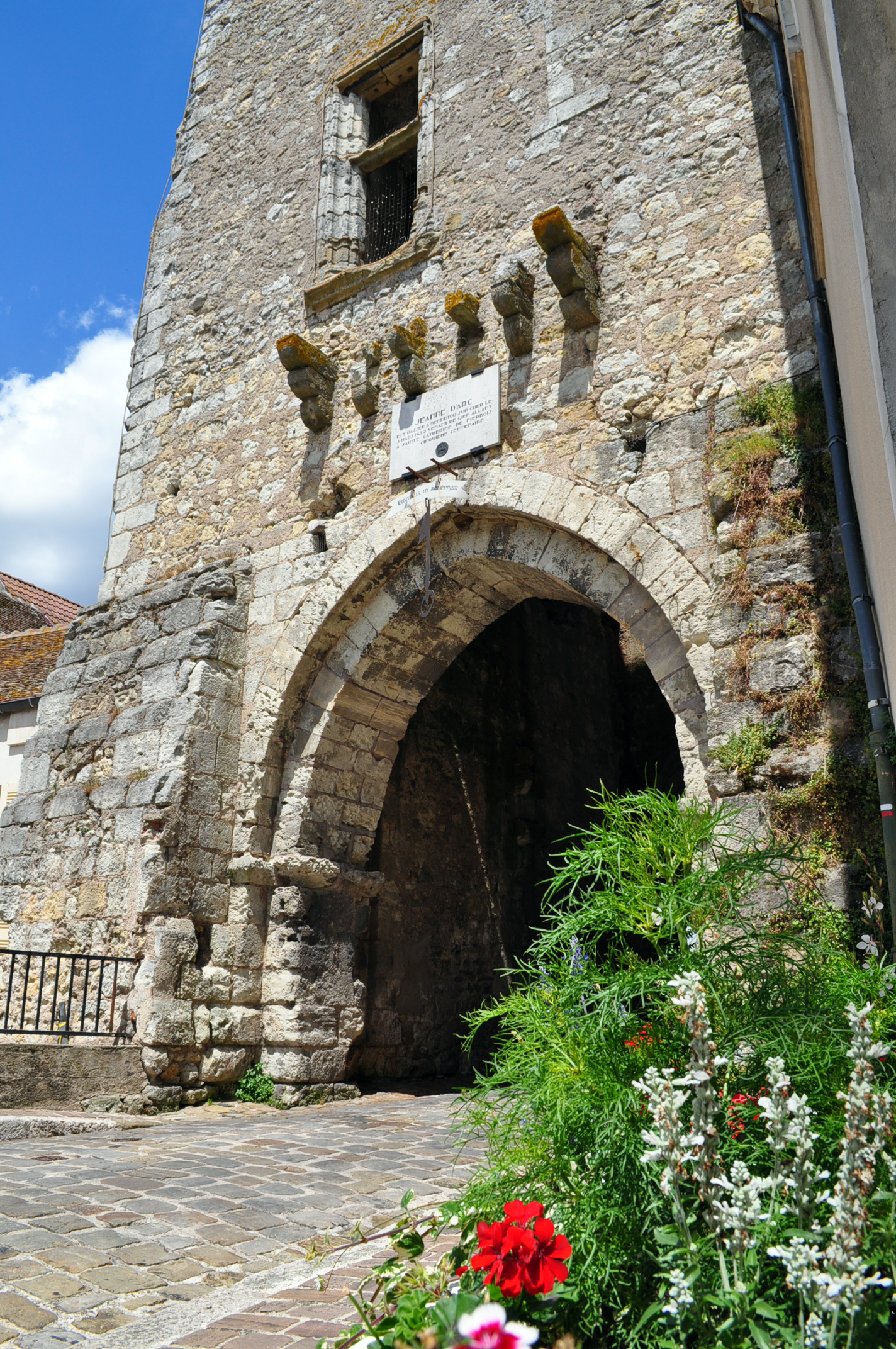
La plaque commémorative à Jeanne d'Arc visible sur la porte d'En-Bas.

- Jeanne d'Arc (Circa 1412-1431), après sa traversée de la Sologne et avoir franchi la Loire, en route pour rejoindre le roi Charles VII à Chinon aurait dormi au prieuré des Bénédictines, du 3 au 4 mars 1429, au dernier étage de sa tour. Une plaque commémorative de ce passage est visible sur la porte d'En-Bas.
- Charles IX (1550-1574), accompagné de sa mère Catherine de Médicis, aurait dormi à Mennetou le 16 décembre 1565.
- Famille Breitman
  - Lucien Breitman, (1890-1983), médecin et homme politique. Il fut maire de Mennetou-sur-Cher et conseiller général du canton. 
    - Michel Breitman (1926-2009), écrivain, fils de Lucien[37], est né à Mennetou-sur-Cher et y situe l'action de son roman  Fortunat.
    - Jean-Claude Deret/Breitman ([1921-2016), fils de Lucien et frère de Michel[37], scénariste et créateur de Thierry la Fronde, y a passé une partie de sa jeunesse[38].
    - Céline Léger (1937-2017), actrice canadienne, femme de Jean-Claude, y vécut jusqu'à son décès. 
      - Zabou Breitman (1959-), actrice, fille de Jean-Claude Deret et Céline Léger.
- Marie Thorin, Miss Loir-et-Cher 2016, Miss Centre-Val de Loire 2017.

### Héraldique
|  | Les armoiries de Mennetou-sur-Cher se blasonnent ainsi : D'argent à la fasce d'azur chargée d'un rempart en ruines d'or, maçonné de sable. Une couronne figurait sur un blason plus ancien "d'argent à une fasce (alias, une bande) d'azur chargée d'une couronne d'or". Le dessin de ces remparts en serait la représentation déformée. |